# Werwolf

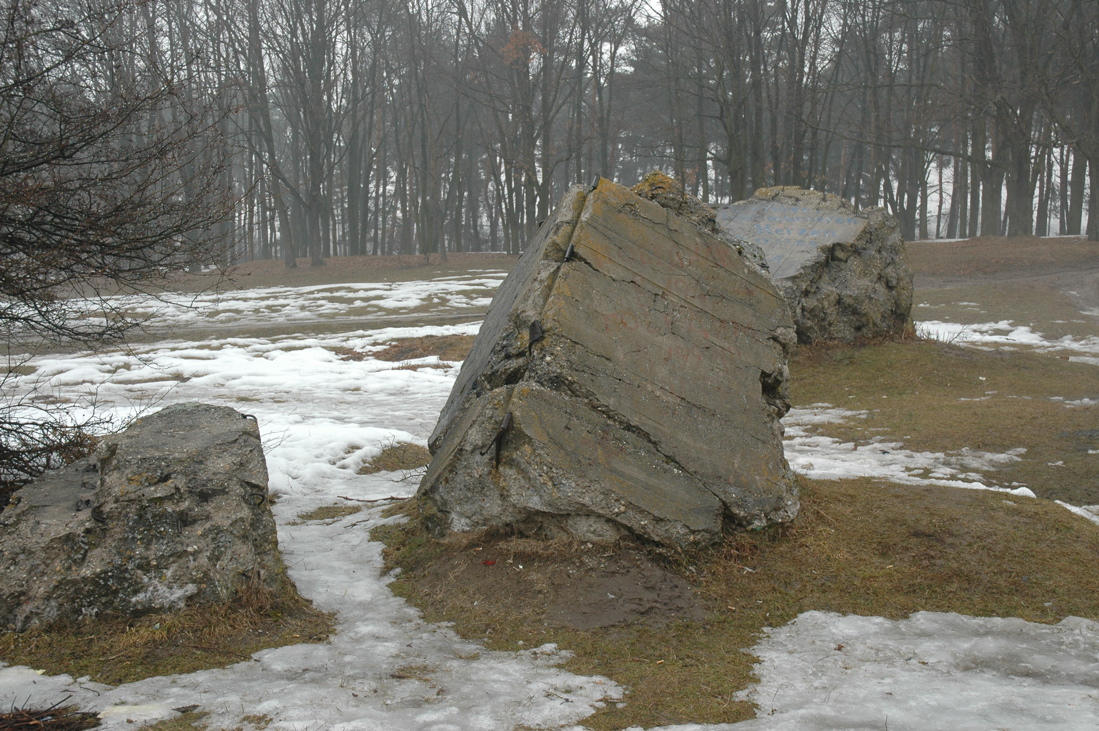
Ruïnes

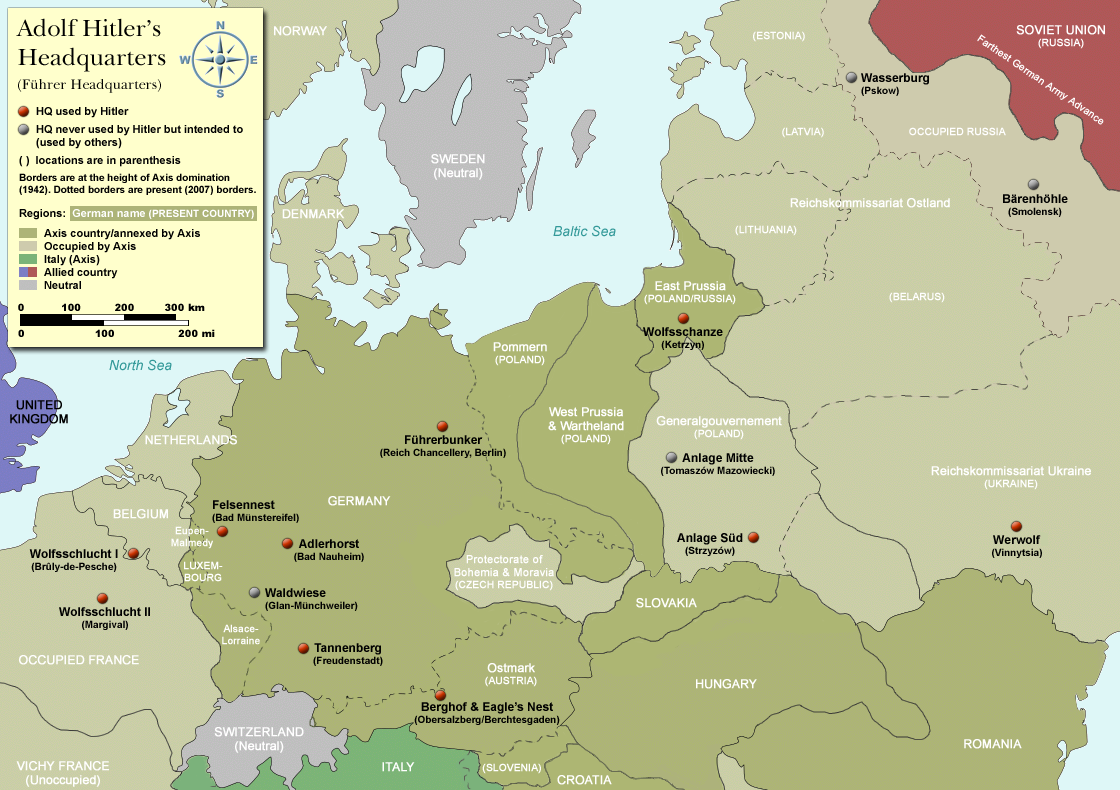
Kaart van Europa met locatie "Werwolf"

Werwolf was een hoofdkwartier van Adolf Hitler aan het oostfront. Het hoofdkwartier ligt in een naaldbomenbos nabij Vinnytsja, in Oekraïne en werd gebruikt in 1942 en 1943.

## Naam
De naam is afgeleid van het woord Werwolf, het Duitse woord voor weerwolf.

## Het complex
Het complex ligt op 12 kilometer van Vinnytsja, tussen de dorpjes Stryzhavka en Kolo-Mikhailovka. De verblijfplaats van Hitler bestond uit een bescheiden houten hut, met een tuintje en een speciale Führerbunker. De rest van het complex bestond uit ca. twintig houten huisjes en barakken en drie middelgrote bunkers, omringd met prikkeldraad. De bunkers hadden standaardgeschut en waren met elkaar verbonden door middel van ondergrondse tunnels. Er waren enkele uitkijkposten in de eikenbomen, die om het naaldbomenbosje heen stonden, geplaatst.
Verder was er een theehuis, een kapsalon, een badhuis, sauna, bioscoop en een openlucht zwembad. Daarnaast was er een moestuin, speciaal voor Hitler.
De bunkers werden gebouwd met dank aan Organisation Todt en de lokale bevolking. Het complex was te bereiken via een drie uur durende vlucht van Berlijn naar het nabijgelegen Kalinowka. Verder was er een treinstation aanwezig in het complex, dat in verbinding stond met Berlin-Charlottenburg, deze reis duurde 34 uur.

## Gebruik
Hitler maakte voornamelijk gebruik van Führerhauptquartier Wolfsschanze en bezocht Werwolf slechts 3 keer:
- Van 16 juli tot 30 oktober 1942
- Van 19 februari tot 13 maart 1943
- Van 27 augustus tot 15 september 1943

Toen Hitler op 13 maart 1943 met het vliegtuig vertrok, was er een bom aangebracht op zijn vliegtuig door het Duitse verzet. De bom ging uiteindelijk niet af en Hitler kwam veilig aan in Berlijn.

## Foto's

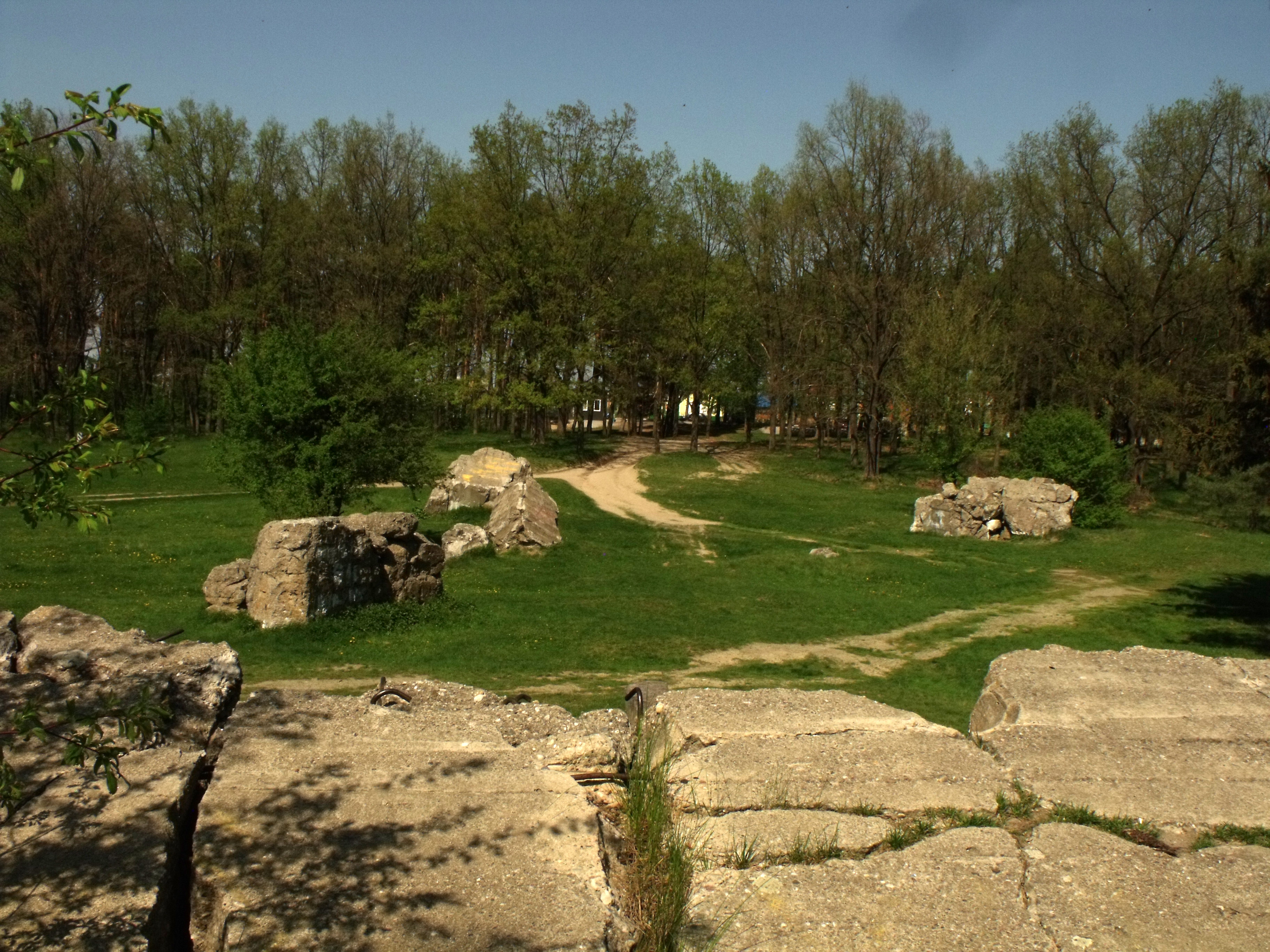
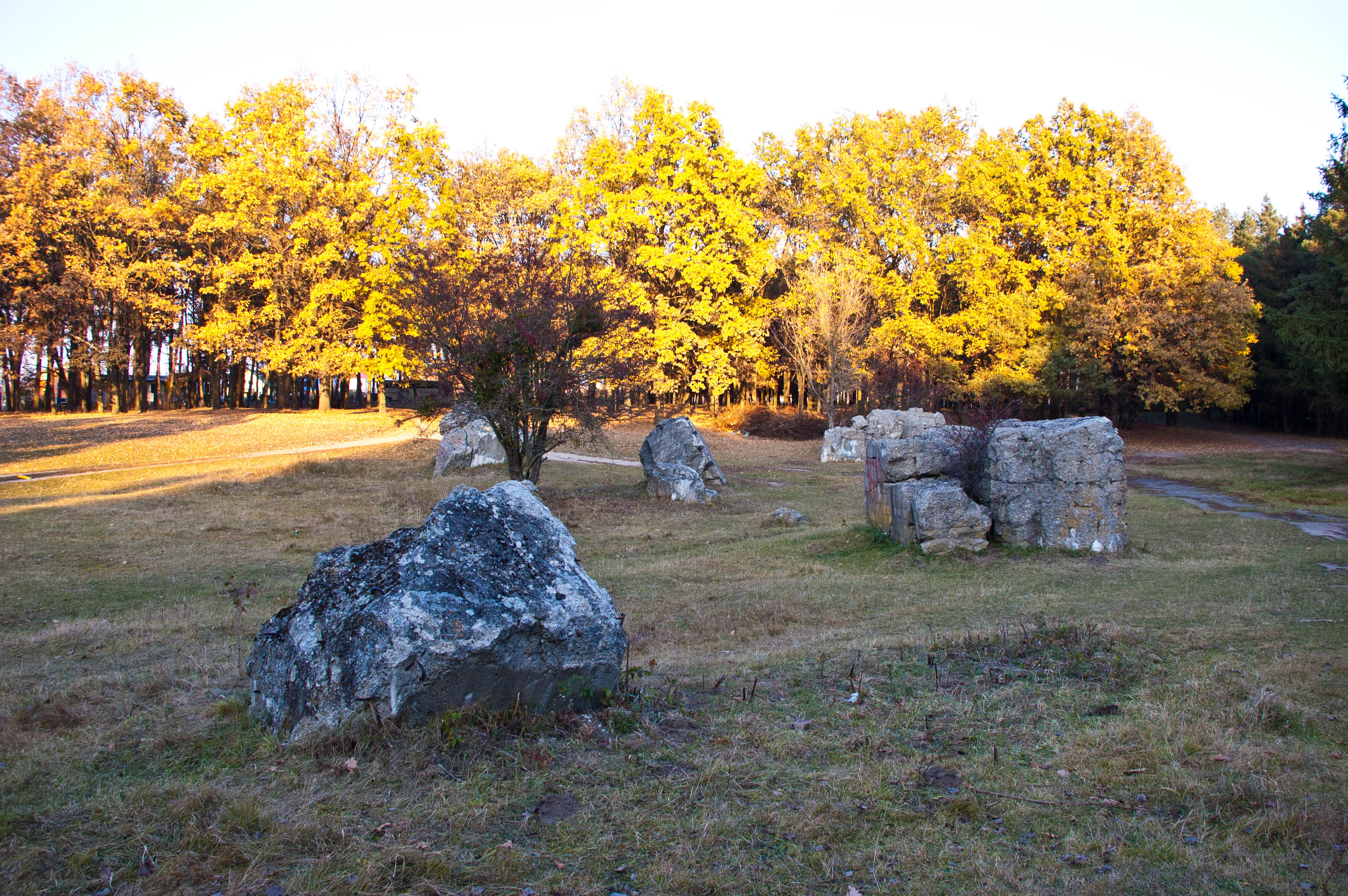
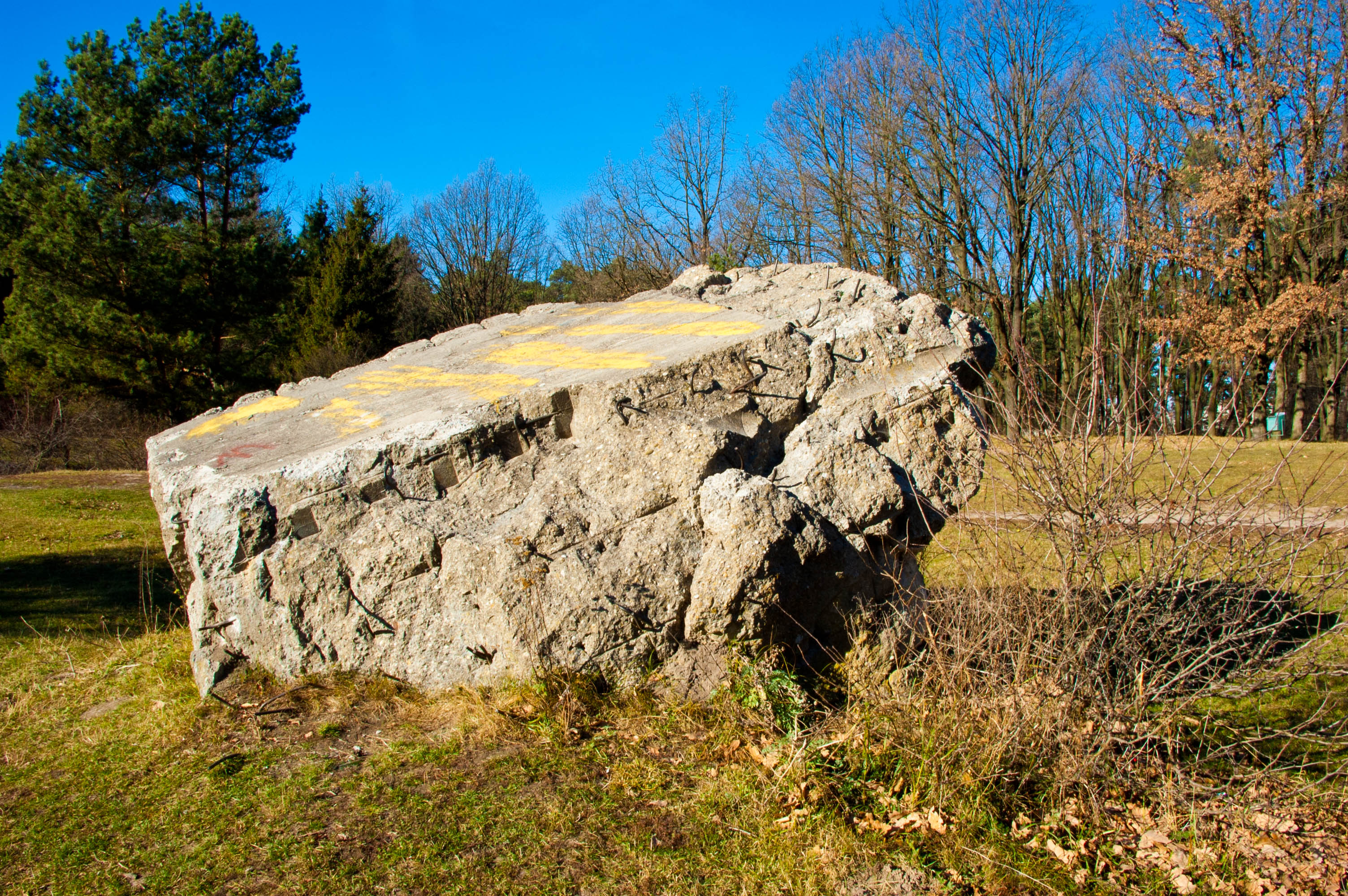
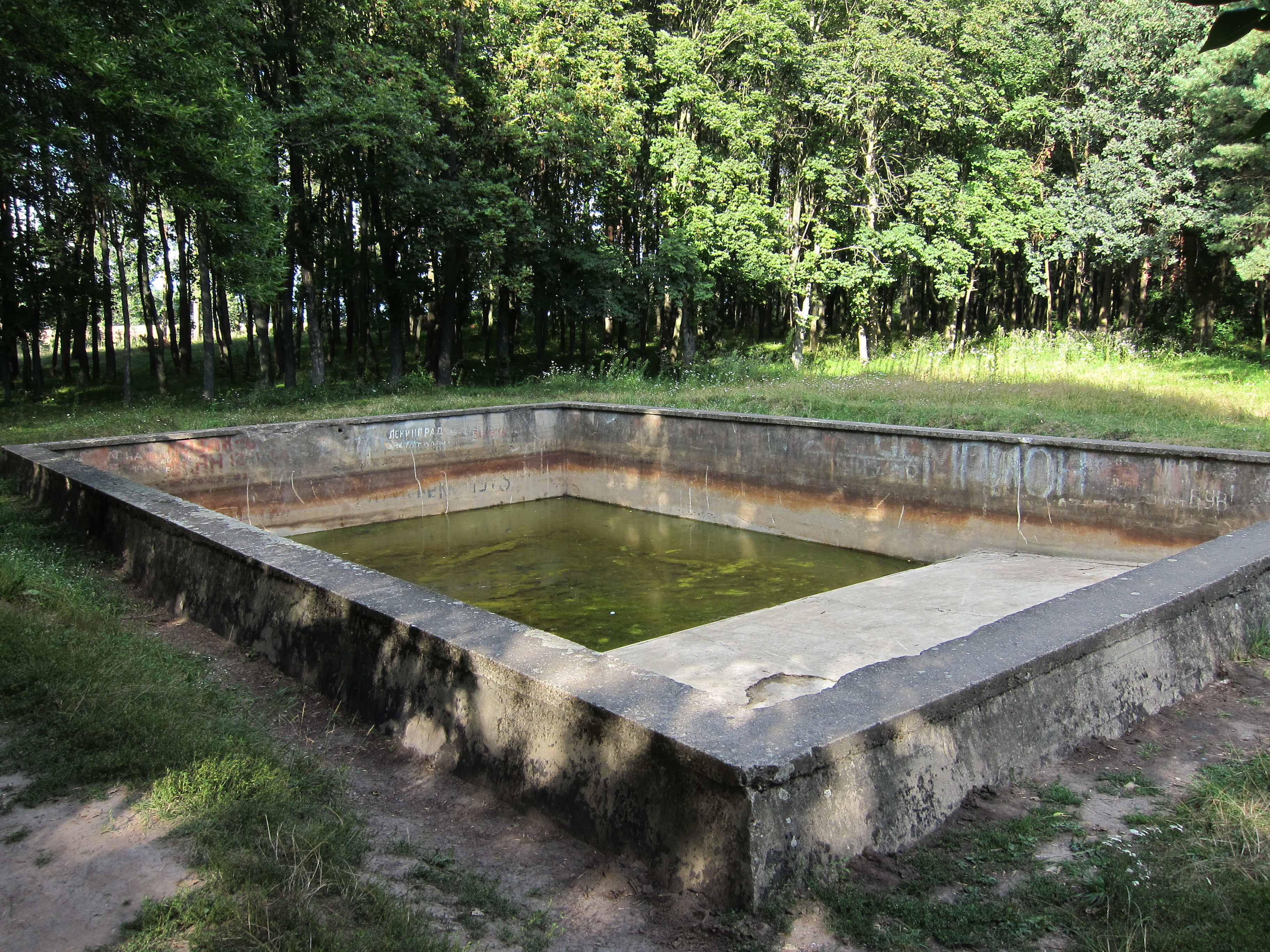
Het openluchtzwembad gebouwd voor Hitler (die er geen gebruik van maakte)[bron?] kon ook dienstdoen als bluswaterreservoir.
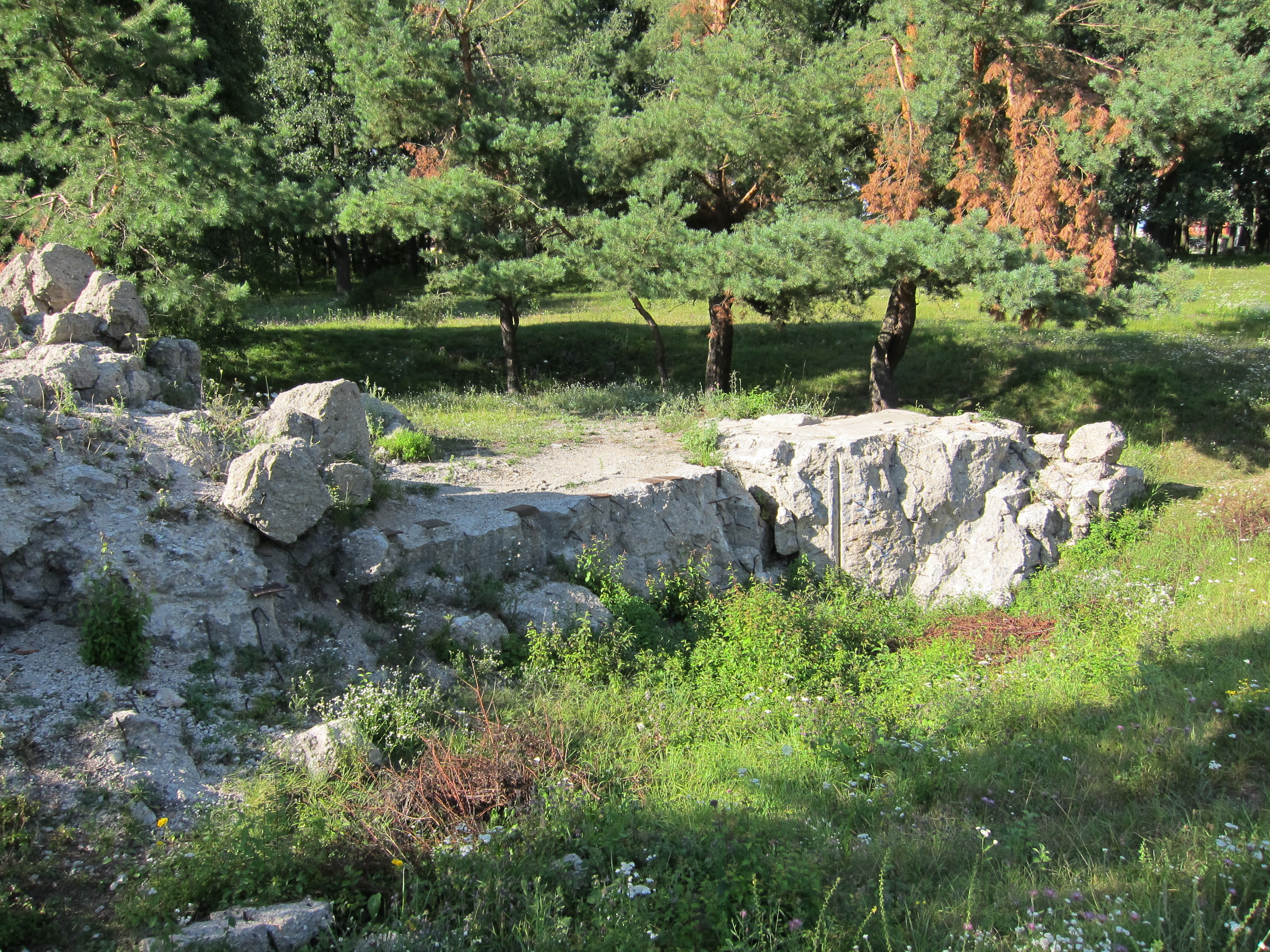
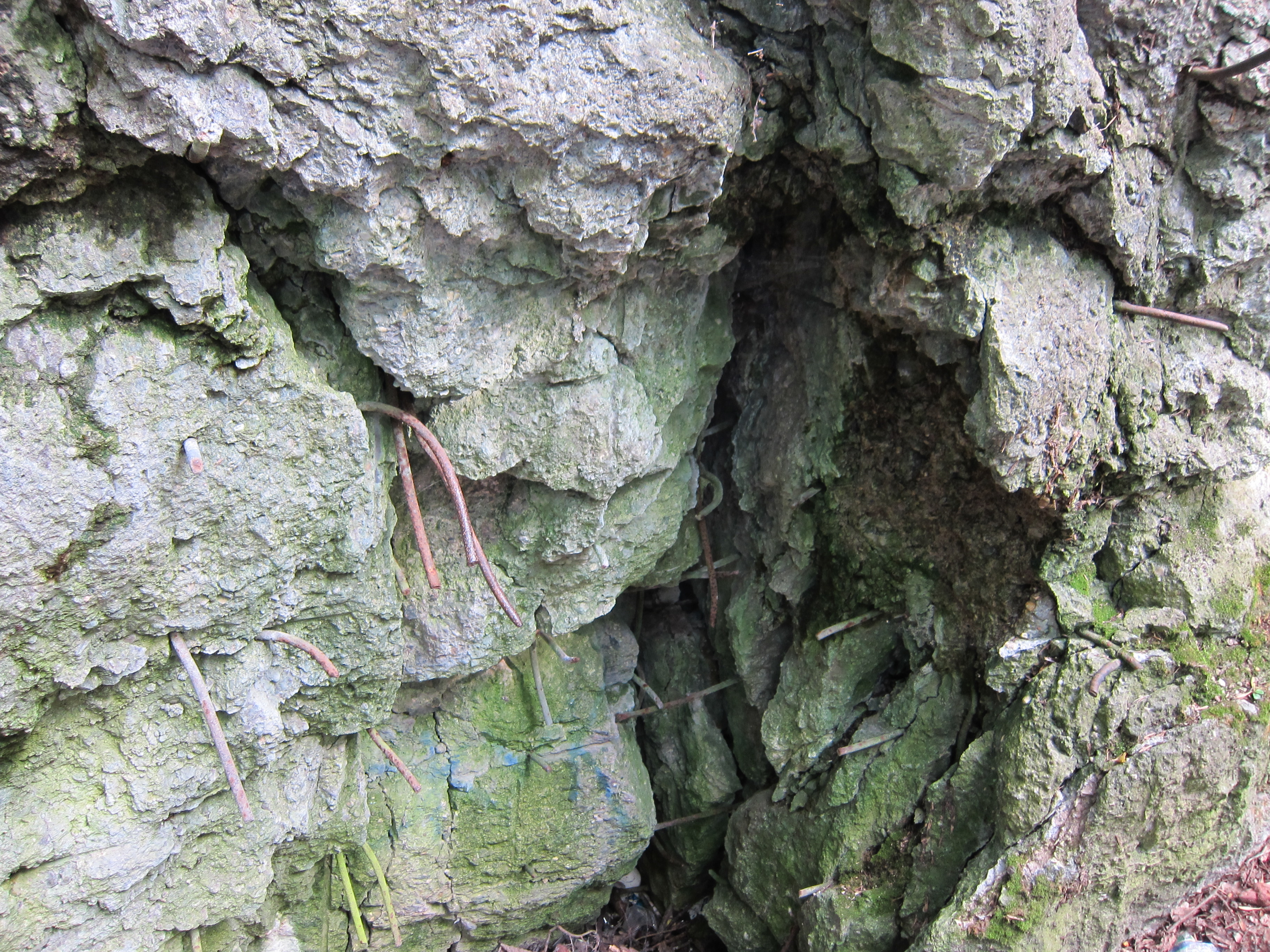
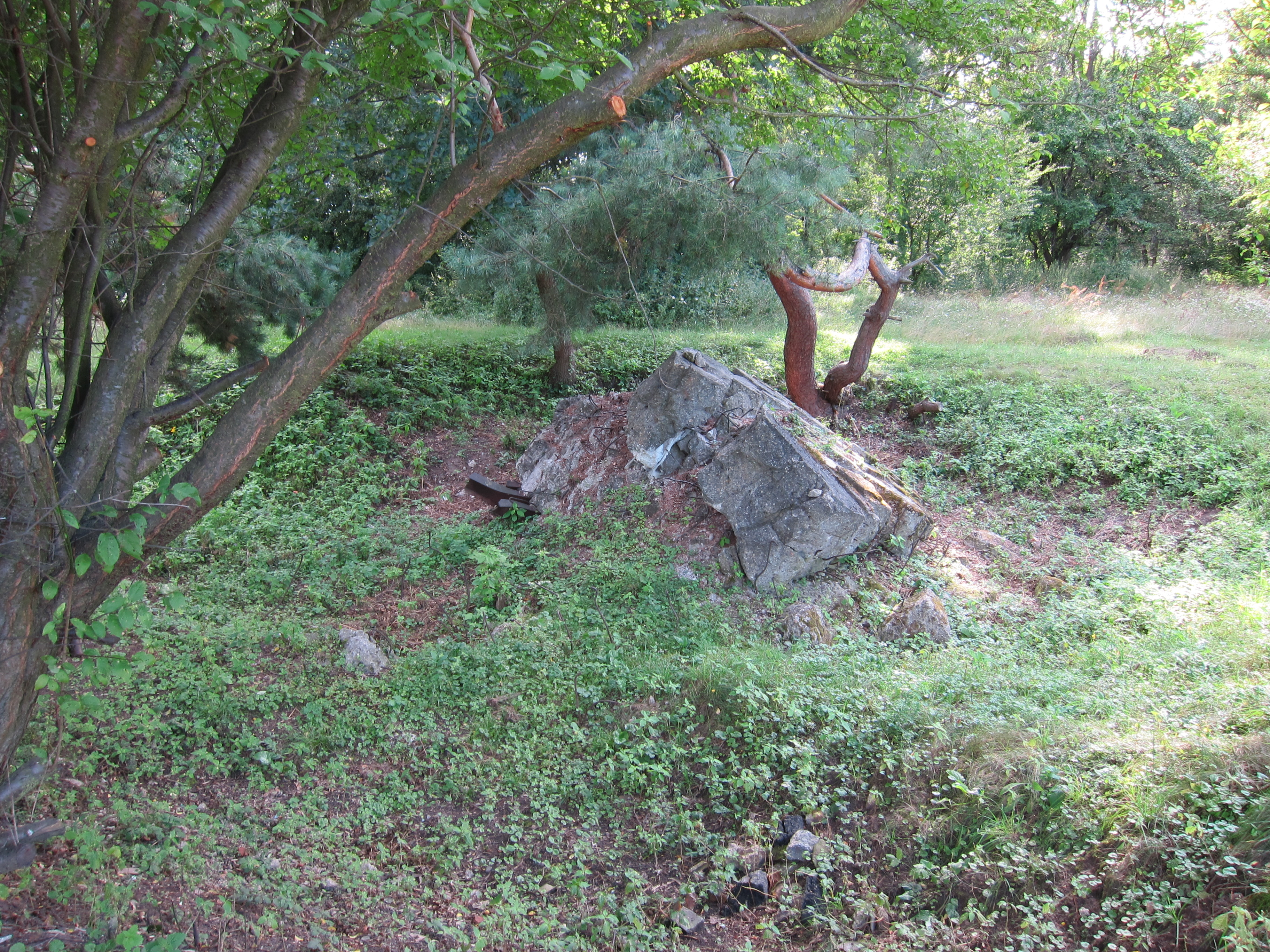
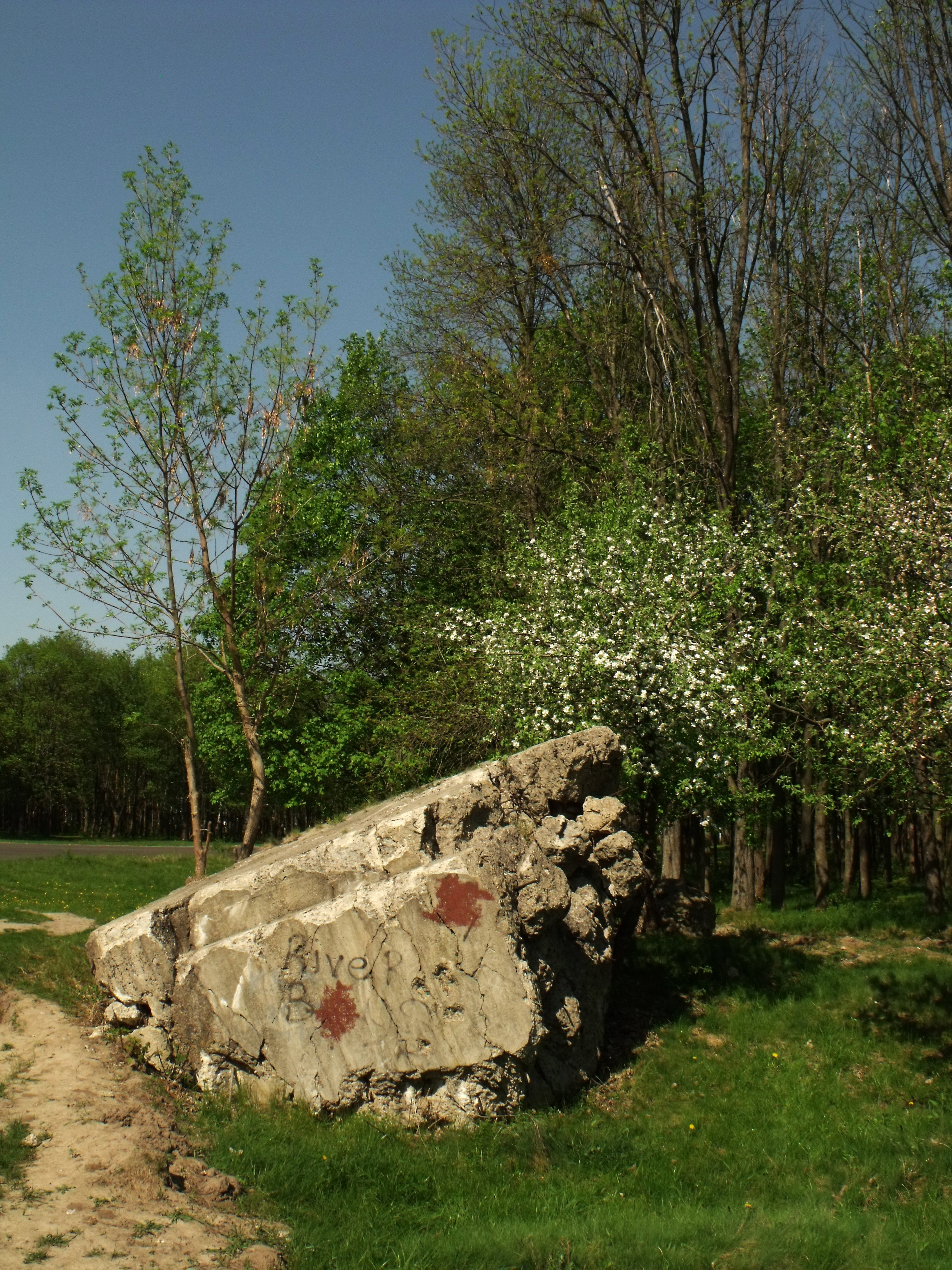
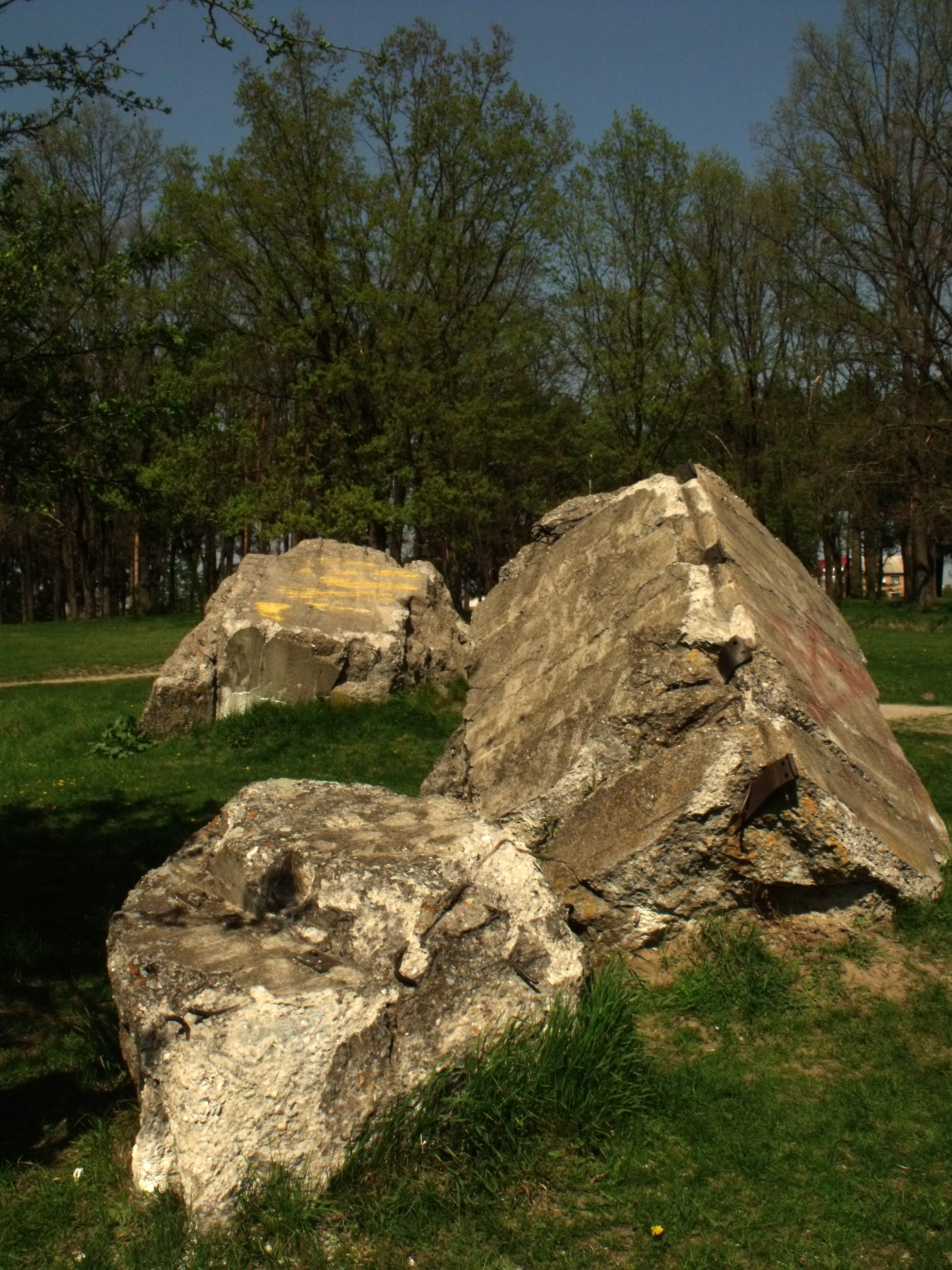

Adlerhorst ·
Anlage Mitte ·
Anlage Süd ·
Bärenhöhle ·
Felsennest ·
Siegfried ·
Tannenberg ·
Waldwiese ·
Wasserburg ·
Werwolf ·
Wolfsschanze ·
Wolfsschlucht I ·
Wolfsschlucht II

Andere verblijfsplaatsen van Adolf Hitler: Berghof ·
Rijkskanselarij (met Führerbunker)